# Scelidotoma bella
Scelidotoma bella är en snäckart som först beskrevs av William More Gabb 1865.  Scelidotoma bella ingår i släktet Scelidotoma och familjen nyckelhålssnäckor. Inga underarter finns listade i Catalogue of Life.